# Jinghu, Wuhu
Districtul Jinghu (în chineză simplificată: 镜湖区; chineză tradițională: 鏡湖區; pinyin: Jìnghú Qū) este un district al orașului Wuhu, provincia Anhui, China.

## Diviziuni administrative
Districtul Jinghu este împărțit în 10 subdistricte.
| - Subdistrictul Fangcun (方村街道) - Subdistrictul Zhangjiashan (张家山街道) - Subdistrictul Zhelu (赭麓街道) - Subdistrictul Fanluoshan (范罗山街道) - Subdistrictul Zheshan (赭山街道) | - Subdistrictul Gejishan (弋矶山街道) - Subdistrictul Tingtang (汀棠街道) - Subdistrictul Tianmenshan (天门山街道) - Subdistrictul Dalongshan (大砻坊街道) - Subdistrictul Jingshan (荆山街道) |